# شؤابيو الدانوب

شؤابيو الدانوب هو مصطلح جماعي للسكان الإِثنيين الناطقين باللغة الألمانية الذين عاشوا في بلدان مختلفة من جنوب شرق أوروبا، وخاصةً في وادي نهر الدانوب، أولًا في القرن الثاني عشر، وثم بأعداد أكبر في القرنين السابع عشر والثامن عشر. وكان أغلبهم منحدرين من مستوطني أواخر القرن الثامن عشر الذين جندتهم النمسا-المجر لإعادة إسكان المنطقة واستعادة الزراعة بعد طرد الإمبراطورية العثمانية. وقد تمكنوا من الاحتفاظ بلغتهم ودينهم، وطورا مبدئيًا مجتمعات ألمانية قوية في المنطقة.
يعتبر شؤابيو الدانوب أحدث مجموعة إثنيّة ألمانية تنشأ في أوروبا. وفي القرن الحادي والعشرين، واعتبر أنها تتكون من مجموعات عرقية ألمانية من العديد من البلدان السابقة والحالية: ألمان المجر؛ شؤابيو ساتو ماري؛ شؤابيو بانات؛ وألمان فويفودينا من فويفودينا الصربية وسلافونيا الكرواتية، ولا سيما من منطقة أوسييك. أطلقوا على أنفسهم اسم Schwowe (شفوفا) في التهجئة الألمانية أو «Shvoveh» في التهجئة الإنجليزية؛ وأطلق على الفرد من شؤابيو الدانوب اسم Schwob أو Shwobe(شواب). ولم يعتبر ألمان الكاربات وسكسون ترانسيلفانيا ضمن مجموعة شؤابيو الدانوب.
بعد انهيار الإمبراطورية النمساوية المجرية في أعقاب الحرب العالمية الأولى، قسّم الحلفاء مناطق استيطان شؤابيو الدانوب إلى ثلاثة أجزاء. بقي جزء واحد مع المجر، وخصص الجزء الثاني لرومانيا، أما الجزء الثالث فضُم إلى دولة يوغوسلافيا المنشأة حديثًا. وفي هذا الجو من القومية العرقية، كان على شؤابيو الدانوب أن يناضلوا من أجل مساواتهم القانونية كمواطنين وللحفاظ على تقاليدهم الثقافية. وفي ثلاثينيات القرن العشرين، شجعت ألمانيا النازية الأفكار الاشتراكية الوطنية لشؤابيو الدانوب وادعت الحق في حمايتهم كجزء من سبب توسعها إلى أوروبا الشرقية.
واجه شؤابيو الدانوب تحديات خاصة في الحرب العالمية الثانية، عندما اجتاحت قوى المحور، بمن فيهم ألمانيا، العديد من الدول التي عاشوا فيها. رغم أن المحتلين فضّلوهم في البداية، ولكن رُحل بعضهم من منازلهم. ومع تقدم الحرب، واحتياج ألمانيا إلى المزيد من الجنود، جُنّد الرجال منهم. وقعت العديد من الفظائع أثناء الحرب وبعدها، نتيجة للولاءات المعقدة ووحشية النازيين.
ومع اقتراب نهاية الحرب العالمية الثانية، فر عشرات الآلاف من شؤابيو الدانوب غربًا قبل تقدم الجيش السوفياتي. وبعد الحرب، حرم شؤابيو الدانوب المتبقون من حقوقهم وصودرت ممتلكاتهم، ورُحّل العديد منهم إلى معسكرات العمل في الاتحاد السوفييتي. وطردت المجر نصف سكانها من أصل ألماني. وفي يوغوسلافيا، أُلقي اللوم جماعياً على «الألمان العرقيين» المحليين عن أعمال ألمانيا النازية ووصفوا بأنهم مجرمو حرب. وبعد انتهاء الحرب مباشرة، نفذت القوات الحزبية عمليات إعدام جماعية للعديد من شؤابيو الدانوب اليوغسلافين. احتجزت السلطات اليوغوسلافية لاحقًا الناجين في معسكرات العمل والاعتقال. وبعد حل المخيمات، غادرت أغلبية شؤابيو دانوب اليوغوسلافين المتبقين البلد، ملتمسين اللجوء إلى ألمانيا وأجزاء أخرى من أوروبا والولايات المتحدة.
من بين 1.4 إلى 1.5 مليون من شؤابيي الدانوب قبل الحرب، أُعيد توطين الغالبية العظمى من الناجين في البلدان الناطقة بالألمانية: نحو 000 660 نسمة في ألمانيا ونحو 000 150 نسمة في النمسا. كما أعيد توطين شؤابيو الدانوب في الولايات المتحدة وكندا والبرازيل والأرجنتين وأستراليا. حافظ شؤابيو الدانوب المشتتين على لغتهم وعاداتهم العديد من المجتمعات والنوادي. يتقلص عدد المنظمات مع وفاة الأجيال التي عاشت في أوطان شؤابيو الدانوب.

## التاريخ

### الأصول
بدأ التجار الألمان وعمال المناجم منذ القرن الثاني عشر بالاستقرار في مملكة المجر بدعوة من ملك المجر (انظر التوسع الألماني الشرقي). ورغم وجود مستعمرات كبيرة ألمان الكاربات في جبال سبيش وسكسون ترانسيلفانيا في ترانسلفانيا، لم تتوسع المستوطنة الألمانية في أنحاء بقية المملكة حتى هذا الوقت.
خلال القرنين السابع عشر والثامن عشر، دمرت الحرب بين ملكية هاسبورغ والإمبراطورية العثمانية الكثير من أراضي وادي الدانوب وهجرت سكانها، الذي يشار إليها جغرافياً بسهل بانونيان. في ذلك الوقت أعاد الهابسبورجين الحاكمين النمسا والمجر توطين الأرض بأشخاص من مختلف الأعراق الذين جُندوا من الإمبراطورية النمساوية المجرية في هابسبورج، بما في ذلك المجريين والتشيك والسلوفاكيين والكروات والصرب والرومانيين والأوكرانيين والمستوطنين الجرمان من شوابيا وهسن وبالاتينيت وبادن وفرنكونيا وبافاريا والنمسا والألزاس واللورين. ورغم اختلاف أصولهم، أُشير إلى جميع المهاجرين الجدد كشؤابيين من قِبَل جيرانهم الصرب والمجريين والرومانيين. وكان مستوطنو باتشكا يسمون أنفسهم شفوفا، وهو جمع شواب بلغة البوليغلوت التي تطورت هناك. واستقل أغلبهم القوارب في أولم، سوابيا، وسافروا إلى وجهاتهم الجديدة أسفل نهر الدانوب في قوارب تسمى أولمر شاختلن (صناديق أولمر). ومنحتهم الإمبراطورية النمساوية المجرية الأموال اللازمة لبناء قوابهم للنقل.

## الاستيطان
جاءت الموجة الأولى من إعادة التوطين بعد إجبار الأتراك العثمانيين تدريجياً على التراجع بعد هزيمتهم في معركة فيينا عام 1683.  شجّع النبلاء الذين دمرت أراضيهم من خلال الحرب الاستيطان، كما شجعه بعض الضباط العسكريين منهم الأمير يوجين من سافوي وكالوديوس ميرسي. واستقر العديد من الألمان في جبال باكوني وفيرتيس شمال وغرب بحيرة بالاتون، وكذلك حول مدينة بودا، التي أصبحت الآن جزءًا من بودابست. كانت أهم منطقة استيطان ألماني خلال هذه الفترة في منطقة تركيا الشؤابية. وهي منطقة مثلثة تقع بين نهر الدانوب وبحيرة بالاتون ونهر درافا. وكانت المناطق الأخرى التي استقرها الألمان خلال هذه الفترة هي مناطق بيتش، وساتو ماري وجنوب موكاتشيفو.
بعد أن ضمت هابسبورج منطقة بانات من العثمانيين في معاهدة باسارويتز (1718)، وضعت الحكومة خططًا لإعادة توطين المنطقة من أجل لإستعادة الزراعة. وأصبحت تعرف باسم بانات تيمسفاير، وكذلك منطقة باتشكا بين نهري الدانوب وتيسا. دُمرت المستوطنات الحديثة خلال حرب أخرى بين النمسا وتركيا (1737-1739)، ولكن استمر الاستيطان المكثف بعد وقف القتال.
وقد تمت إعادة التوطين في أواخر القرن الثامن عشر من خلال مبادرات خاصة ومبادرات حكومية. شجعت ماريا تيريزا من النمسا بعد توليها العرش كملكة للمجر في عام 1740، على الاستيطان القوي في أراضي المملكة، لا سيما بين تيميشوارا وتيسا. ووافق التاج على السماح للألمان بالاحتفاظ بلغتهم ودينهم (الروم الكاثوليك عمومًا). أعاد المزارعون الألمان تنمية الأرض تدريجيًا: ردموا المستنقعات بالقرب من نهر الدانوب ومنطقة تيسا، ثم أعادوا بناء المزارع، وشادوا الطرق والقنوات. وقد خدم العديد من شؤابيو الدانوب في الحدود العسكرية للنمسا (Militärgrenze) ضد العثمانيين. هاجر أكثر من 100 ألف ألماني بين 1740 و1790 إلى المملكة المجرية.
أنهت حروب نابليون الحركة واسعة النطاق للألمان إلى الأراضي المجرية، لكن السكان المستوطنين زادوا بانتظام وكان مكتفين ذاتيًا من خلال الزيادة الطبيعية. تطورت مستعمرات ابنة صغيرة في سلافونيا والبوسنة. وبعد إنشاء النمسا-المجر في عام 1867، وضعت المجر سياسة «المجرية» التي حثت بموجبها الأقليات، بما في ذلك شؤابيو الدانوب، بالوسائل السياسية والاقتصادية على اعتماد لغة وثقافة المجر.
بدايةً من عام 1893، بدأ بشؤابيو بانات بالانتقال إلى بلغاريا، حيث استقروا في قرية باردارسكي غيران، مقاطعة فراتسا، التي أسسها البانات البلغاريين قبل ذلك بعدة سنوات. وقد تجاوز عددهم فيما بعد 90 أسرة. بنى هؤلاء كنيسة كاثوليكية منفصلة عام 1929 بسبب النزاعات مع الكاثوليك البلغاريين. وقد انتقل بعض هؤلاء الألمان فيما بعد إلى تساريف برود، مقاطعة شومن، إلى جانب حفنة من أسر البانات البلغارية، وألى قرى بانات البلغارية آخرى، غوستيليا، مقاطعة بليف.
بعد معاهدات سان جيرمان (1919) وتريانون (1920) في أعقاب الحرب العالمية الأولى، قُسمت البانات بين رومانيا ويوغوسلافيا والمجر؛ وقُسمت باشكا بين يوغوسلافيا والمجر؛ وذهبت ساتو ماري إلى رومانيا. قبل الحرب العالمية الثانية، كان أكبر تعداد سكاني للألمان في فويفودينا في هودشاغ، ورباس، وأباتين.
كان هناك ما يقرب من مليوني شخص من عرق شؤابيو الدانوب في المنطقة قبل الحرب العالمية الثانية. في رومانيا، سجل تعداد 1930 74521 ألمانيًا؛ التعداد الهنغاري لعام 1933 سجل 477153؛ والتعداد اليوغوسلافي لعام 1921 سجل 513,472. تشير التقديرات الألمانية من فترة ما بين الحربين إلى هذه التقديرات بـ 850.000؛ 600.000 و620.000 لرومانيا والمجر ويوغوسلافيا على التوالي.